# شارباقتی (آق‌قلی)
شارباقتی (قزاقی: Шарбақты) یک شهرک در استان پاولودار کشور قزاقستان است.